# ۱۹۸۱ (فیلم)
«۱۹۸۱» (انگلیسی: 1981 (film)) فیلمی در ژانر درام و کمدی-درام است که در سال ۲۰۰۹ منتشر شد.